# Czarownice z East Endu
Czarownice z East Endu (ang. Witches of East End, od 2013) – dramatyczny amerykański serial telewizyjny fantasy wyprodukowany przez Lifetime. Serial jest oparty na powieści Witches of East End autorstwa Melissy de la Cruz. Premierowy odcinek serialu był wyemitowany 6 października 2013 roku przez Lifetime.
Stacja Lifetime zamówiła 22 listopada 2013 roku 2 sezon Witches of East End, który składał się z 13 odcinków.
W Polsce serial był emitowany od 10 marca 2014 roku przez Fox Life.
Stacja Lifetime zakończyła serial po dwóch sezonach.

## Fabuła
Serial skupia się na losach Joanny Beauchamp i jej dwóch córek, Freyi oraz Ingrid. Kobieta skrywa przed nimi sekret, że jest czarownicą, a one mają tajemnicze moce. Prowadzi dość normalne życie w małym miasteczku, ucząc dzieci w szkole plastyki. Spokojne życie ulega zmianie kiedy jej córkom zagraża niebezpieczeństwo. W tej sytuacji Joanna wyznaje córkom prawdę, chcąc je nauczyć tego co sama potrafi.

## Obsada

### Główna
- Julia Ormond jako Joanna Beauchamp, siostra Wendy, matka Ingrid i Freyi
- Mädchen Amick jako Wendy Beauchamp, siostra Joanny[5]
- Jenna Dewan-Tatum jako Freya Beauchamp, córka Joanny i siostra Ingrid[6]
- Rachel Boston jako Ingrid Beauchamp, córka Joanny i siostra Freyi[7]
- Eric Winter jako Dash Gardinier, narzeczony Freyi i brat Killiana
- Daniel Di Tomasso jako Killian Gardiner, brat Dasha

### Drugoplanowa
- Virginia Madsen jako Penelope Gardiner, matka Dasha i Killiana[8]
- Tom Lenk jako Hudson Rafferty, najlepszy przyjaciel Ingrid
- Jason Winston George jako Adam, podkochuje się w Ingrid[9]
- Freddie Prinze, Jr. jako Leo Wingate[10]
- Kellee Stewart jako Barb
- Brianne Davis jako Caitlin
- Anthony Lemke jako Harrison Welles
- Steven Berkoff jako Nicolas patriarcha Beauchamp[11]
- Ignacio Serricchio[12]
- Bianca Lawson jako Eva[13]
- James Marsters jako Tarkoff[14]

## Odcinki
| Sezon | Sezon | Odcinki | Oryginalna emisja   | Oryginalna emisja    | Oryginalna emisja | Oryginalna emisja    | Oryginalna emisja |
| Sezon | Sezon | Odcinki | Premiera sezonu     | Finał sezonu         | Premiera sezonu   | Finał sezonu         |                   |
| ----- | ----- | ------- | ------------------- | -------------------- | ----------------- | -------------------- | ----------------- |
|       | 1     | 10      | 6 października 2013 | 15 grudnia 2013      | 10 marca 2014     | 12 maja 2014         |                   |
|       | 2     | 13      | 6 lipca 2014        | 12 października 2014 | 1 września 2014   | 13 października 2014 |                   |